# Uriash
Uriash este un gen de titanosaurian sauropod dinozaur din Cretacicul târziu (Maastrichtian) din România. Holotipul acestui gen a fost denumit inițial Petrustitan.

## Etimologie
Numele generic Uriash face referire la cuvântul românesc uriaș, uriașul din folclorul românesc, în timp ce numele specific kadici se referă la geologul maghiar Ottokár Kadić (1876–1957).